# Stemma del Maine

Sigillo del Maine

Lo stemma del Maine (ufficialmente in inglese Great Seal of the State of Maine, ossia Gran Sigillo dello Stato del Maine) fu adottato nel giugno del 1820. Ci sono state variazioni nei dettagli dello stemma, ma l'aspetto complessivo e le immagini rimangono fedeli all'originale. Al centro dello stemma c'è uno scudo adornato con una tranquilla scena di un alce che riposa in un prato circondato da acqua e boschi, con un pino che si erge subito dietro l'animale. Intorno allo scudo un contadino riposa con la sua falce e un marinaio è appoggiato ad un'ancora. Sopra lo scudo si trova il motto "Dirigo", e una Stella Polare stilizzata. Sotto lo scudo c'è una banda con scritto "Maine".
La legislatura del 1919 decise che l'aspetto dello stemma non dovesse più cambiare, così che lo stemma è ancora oggi in uso.